# Giudici di Torres
È incerta l'onomastica dei primi giudici di Torres, il cui regno sorse intorno alla metà del secolo XI, ma si presume che, come negli altri tre giudicati, facessero parte della famiglia dei Lacon-Gunale e Lacon-De Thori, tra loro imparentate. I giudici (o re) che regnarono in Torres (il periodo dei regni è assai approssimativo, per mancanza di dati certi) sono stati circa diciannove (non è documentato che Michele Zanche fosse giudice): scelsero come sede di residenza privilegiata prima Torres, poi Ardara (dove fu eretto un grande palazzo giudicale, presso la chiesa palatina di Santa Maria del Regno), dato che la corte era itinerante, ma dimorarono anche nel castello di Burgos (soprattutto Adelasia di Torres) e a Sassari (Enzo di Svevia).

## Giudici di Torres (metà 1000 circa - 1259 circa)[1]
| N° | Titolo       | Nome                                   | Dal            | Al   | Consorte e Note                                               |
| 1  | Giudice      | Torchitorio Barisone I de Lacon-Gunale | 1038           | 1060 | Maria de Serra o de Thori                                     |
| 2  | Giudice      | Andrea Tanca                           | metà XI secolo |      |                                                               |
| 3  | Giudice      | Comita I                               | fine XI secolo |      |                                                               |
| 4  | Giudice      | Costantino I di Torres                 | 1082           | 1128 |                                                               |
| 5  | Giudice      | Mariano I                              | fine XI secolo |      | Susanna de Thori                                              |
| 6  | Giudice      | Pietro I                               | XI secolo      |      | Giorgia de Thori, Anna de Thori                               |
| 7  | Giudice      | Pietro II                              | XI secolo      |      |                                                               |
| 8  | Giudice      | Costantino III                         | 1113           | 1125 | Marcusa de Gunale, Maria de Arrubu, Maria dde Thori           |
| 9  | Giudice      | Gonario II                             | 1127           | 1154 | Maria de Parlascio Ebriaco                                    |
| 10 | Giudice      | Barisone II                            | 1154           | 1190 | Preziosa de Orrubu                                            |
| 11 | Giudice      | Costantino IV                          | 1190           | 1210 | Druda di Catalogna, Prunisinda di Catalogna                   |
| 12 | Giudice      | Comita II                              | 1210           | 1218 | Sinispella d'Arborea (madre di Mariano II), Agnese di Saluzzo |
| 13 | Giudice      | Mariano II                             | 1218           | 1233 | Agnese di Massa-Cagliari                                      |
| 14 | Giudice      | Barisone III                           | 1233           | 1236 | con la reggenza dello zio Orzocco                             |
| 15 | Giudicessa   | Adelasia                               | 1236           | 1259 | Ubaldo Visconti di Gallura, Enzo di Svevia                    |
| 16 | Giudice o Re | Enzo di Svevia                         | 1238           | 1246 | Adelasia di Torres; titolare 1246-1272                        |

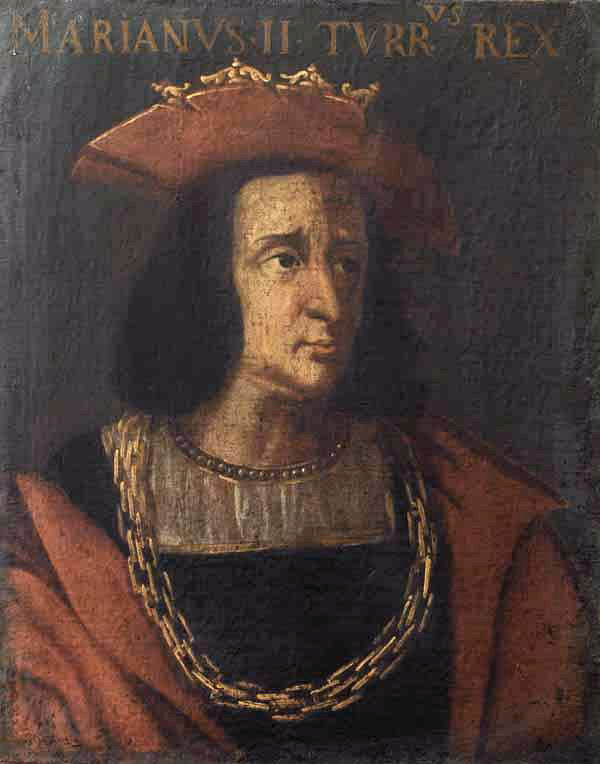
Mariano II

L'emblema del giudicato

Con la morte della giudicessa Adelasia, intorno al 1259, senza eredi, il giudicato di Torres venne spartito tra il giudicato di Arborea e le famiglie Doria e Malaspina. Nel 1269 la comunità guelfa di Sassari elesse giudice di Torres e re di Sardegna Filippo, figlio di Carlo I d'Angiò, ma egli non riuscì mai ad insignorirsi dell'isola. Nella seconda metà del '300 il giudice d'Arborea Ugone III, si fregiò inoltre del titolo di  Judex Logudorji.